# Оборонительные стены империи Сефевидов

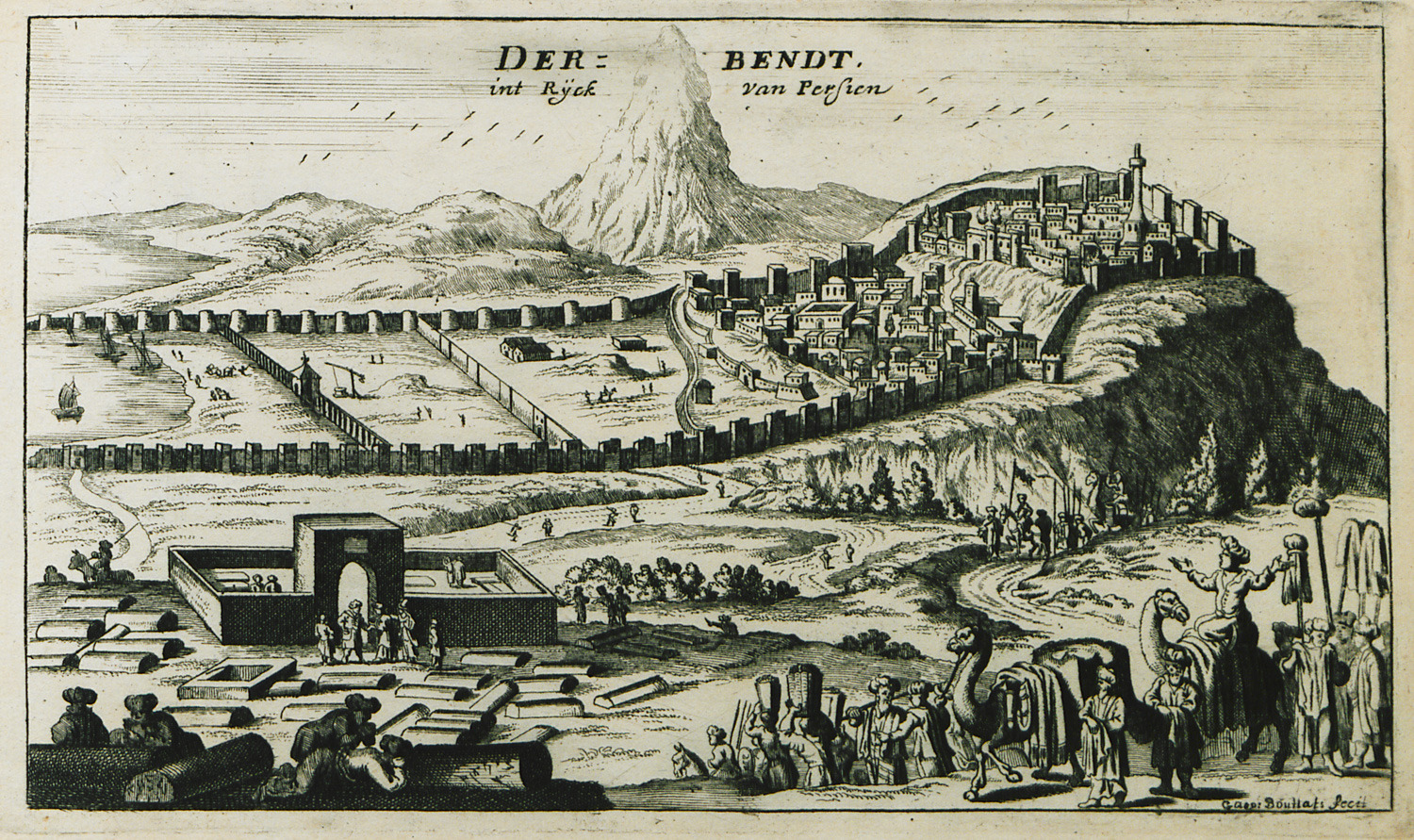
Иллюстрация Джейкоба Питерса (ок. 1690 г.) под названием «Дербенд в империи Сефевидов».

Оборонительных стен империи Сефевидов было немного из-за принципов градостроительства и использования огнестрельного оружия в армии. Функцию оборонительных сооружений выполняли в основном городские крепости. Эти форты были призваны обеспечить надлежащую защиту в случае нападения на город, а также служить убежищем для жителей города. 
Период империи Сефевидов —  период, когда количество оборонительных сооружений в странах, которыми он правил, уменьшалось. По словам историка Руди Матти, причинами этого были, в частности, отсутствие концепции центральной системы обороны, слабое развитие местного самоуправления.
Например, Аббас I (1587-1629) приказал снести некоторые укрепления во внутренних районах, чтобы централизовать государство и установить сильное правительство. Одной из причин этого была мысль о том, что Османская империя всегда будет атаковать укрепленные города и поселки. Кроме того, снос фортов, расположенных во внутренних районах страны и контролируемых местными правителями, должен был ослабить их обороноспособность от возможных восстаний против центрального правительства. Общей чертой этих разрушенных крепостей было то, что они зачастую не располагались на внешних линиях обороны.

## Типы, места и контексты

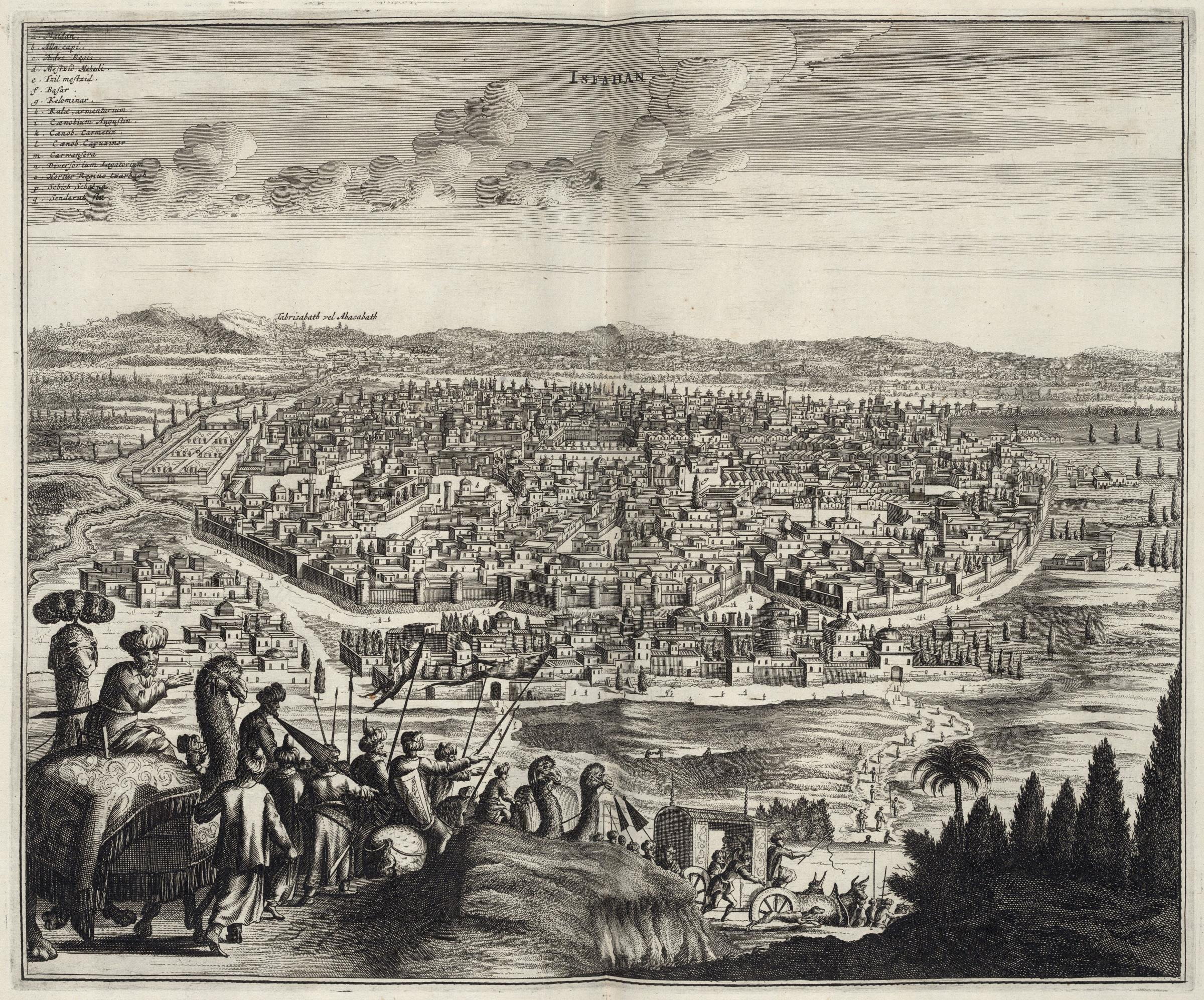
Иллюстрация Исфахана 1672 года Якоба ван Мерса

Отчеты оборонительных стен в империи Сефевидов противоречивы и неопределенны. Кроме того, стены служат разным целям, и все становится намного сложнее. Как указал историк Руди Матти, слово «стена» неоднозначно и может включать в себя множество значений, от укрепленных фортификаций до стен, окружающих сельскохозяйственные угодья и городские сады. Дополнительная проблема заключается в том, что различие между общими укреплениями и общими стенами, окружающими города, неочевидно. Укрепленные районы были организованы особенно в приграничных районах с государствами, которые широко использовали артиллерийские силы в своих армиях. Такими регионами были города Дербент, образувшие северную границу, и Кандагар, находившийся на границе с Великими моголами на востоке.Наличие укрепленных деревень в империи Сефевидов также бесспорно.
Многие европейские путешественники, посетившие регионы на восточных границах империи, сообщали, что большинство городов не были окружены стенами. Эта ситуация, отличная от европейской, была одной из обычных ситуаций в империи Сефевидов. Кроме того, многие регионы империи уже были окружены дивалой еще до основания империи Сефевидов. Следует отметить, что многие города либо не изменились, либо совсем не изменились за последние 200 лет. Городами, подпадающими под эту категорию, были Дербент на севере, а также Герат и Кандагар на востоке. Информации об укреплениях города Мешхед недостаточно. Возможно, что мощные и высокие оборонительные стены, известные с XVII века, были построены в 1500-х годах.
В период правления Аббаса I, характеризующийся относительно более стабильным периодом, империя Сефевидов стала уделять меньше внимания укреплениям в центральных районах государства. Вместо этого они увеличили строительство стратегических объектов для повышения обороноспособности в регионах на границах государства. С этой характеристикой империя Сефевидов не строила укреплений в центральных землях, наподобие Римской империи строила крепости в отдаленных районах.
В 1675 году Сулейман I построил стену вокруг Тбилиси.
Немногие из врагов империи Сефевидов использовали огнестрельное оружие, и еще меньшее количество им эффективно пользовались. Сефевиды, в свою очередь, не были так готовы строить оборонительные стены вокруг города. Особенно это касалось восточных границ империи. Кочевники, которые периодически нападали здесь на поместья Сефевидов, обычно использовали традиционное оружие. Кроме того, враги Сефевидов в этом регионе в поздний период получили огнестрельное оружие. Напротив, афганские племена, сыгравшие особую роль в падении империи Сефевидов, применяли огнестрельное оружие. Однако они не были так искусны в этом, как армия Сефевидов. Эта некомпетентность особенно проявлялась в осадных боях.

## Города и крепости XV-XVII вв.
Согласно Матфею, особые города, расположенные в империи Сефевидов, и их оборонительные стены:
| Город     | Конец XV века | Начало XVI века | Конец XVI века | Начало XVII века  | Конец XVII века   |
| --------- | ------------- | --------------- | -------------- | ----------------- | ----------------- |
| Тебриз    | существует    | неизвестно      | -              | -                 | неизвестно        |
| Шемахы    | -             | -               | существует     | частично разрушен | частично разрушен |
| Дербент   | существует    | существует      | -              | -                 | существует        |
| Ардебиль  | -             | -               | -              | не существует     | -                 |
| Решт      | -             | -               | -              | -                 | не существует     |
| Фарахабад | -             | -               | -              | не существует     | -                 |
| Зенджан   | -             | -               | -              | не существует     | -                 |
| Тегеран   | -             | -               | -              | существует        | -                 |
| Казвин    | -             | -               | -              | не существует     | разрушен          |
| Саве      | -             | -               | -              | -                 |                   |
| Кум       | существует    | -               | -              | не существует     | разрушен          |
| Кашан     | существует    | существует      | существует     | -                 | частично разрушен |
| Исфахан   | -             | существует      | существует     | -                 | существует        |
| Шираз     | -             | Qismən          | -              | не существует     | не существует     |
| Йезд      | существует    | -               | -              | -                 | -                 |
| Лар       | -             | существует      | -              | не существует     | не существует     |
| Мешхед    | существует    | -               | -              | -                 | существует        |
| Герат     | существует    | -               | -              | -                 | -                 |
| Балх      | -             | существует      | -              | -                 | -                 |
| Кандагар  | -             | существует      | -              | существует        | -                 |

## Расценивание
Правители Сефевидов не чувствовали себя обязанными улучшать свои стратегии защиты ни из-за конкуренции с европейскими державами, такими как Османская империя, ни из-за необходимости восстанавливаться, например как Россия в Смоленской войне в 1630-х годах. В то время как Османская империя была вынуждена перенять европейский образец методов ведения боя, Россия также полностью внедрила в свою армию образец огнестрельного оружия. Ситуация в империи Сефевидов была совершенно иной. Матти объясняет это так:
Взаимодействие политических, социальных и материальных факторов сделало подобную революцию ненужной, а потому, возможно, и невозможной. Причины этого были связаны как с их врагами, так и с Сефевидами. Иранская «военная революция» была незавершенной; он укрепил абсолютизм шаха Аббаса I и его преемников, но не смог добиться радикальных изменений в политической и социальной структуре Сефевидов.
Таким образом, оборонительные стены так и не стали опорой сефевидской политики строительства городов и поселков, а пушки и огнестрельное оружие стали основными частями сефевидской армии.